# Noel Rosa
Noel Rosa, (Rio de Janeiro, 1910. december 11. – Rio de Janeiro, 1937. május 4.) brazil énekes, dalszerző.

## Pályafutása
Noel de Medeiros Rosa Rio de Janeiróban született középosztálybeli családban. Születésekor egy baleset következtében eltorzult az arca álla miatt.
Még tinédzserként megtanult mandolinozni, majd hamarosan gitározni kezdett. Orvosi tanulmányokat folytatott, de figyelme nagy része a zenérre irányult. Az éjszakákat bárokban töltötte, ivott és más szambazenészekkel szórakozott.
Braguinha-val és Almirante-val megalakította a Bando de Tangarás zenekart. Hamarosan szambákat kezdett komponálni. Sikert aratott a „Com que roupa?” című számmal, amely 1931 egyik legnagyobb slágere volt.
Noel jó barátja volt Cartola-nak, aki éjszakai italozások után többször is gondoskodott róla a Mangueira nyomornegyedben lévő házában. Az 1930-as évek elején Noel Rosán a tuberkulózis jelei mutatkoztak. Időnként elment kezelésre a hegyi üdülőhelyekre, de végül mindig visszatért Rióba és az éjszakai életbe.
1934-ben Rosa feleségül vette Lindaura Martinst, mindössze tizenhétéves szomszédját, de ez nem tartotta vissza attól, hogy viszonya legyen más nőkkel is. Rosa erősen dohányzott, és a legtöbb fényképén egy cigaretta lóg az alsó ajkán. Az 1930-as évek végére egészségi állapota súlyosan megromlott, és 1937-ben, 26 évesen tuberkulózisban halt meg.
A Rio de Janeiro-i Vila Isabel negyedben található alagutat róla nevezték el.

## Lemezek
Noel Rosa mintegy 250 kompozíciót szerzett:
(válogatás)
- A.E.I.O.U. (Lamartine Babo-val, (1931)
- Até amanhã (1932)
- Cem mil réis (Vadico-val, 1936)
- Com que roupa? (1929)
- Conversa de botequim (Vadico-val, 1935)
- Coração (1932)
- Cor de cinza (1933)
- Dama do cabaré (1934)
- De babado (João Mina-val, 1936)
- De qualquer maneira (Ary Barroso-val)
- É bom parar (Rubens Soares-szel, 1936)
- Feitiço da Vila (Vadicóval, 1936)
- Feitio de oração (Vadicóval, 1933)
- Filosofia André Filho-val, 1933)
- Fita amarela (1932)
- Gago apaixonado (1930)
- João Ninguém (1935)
- Minha brácsa (1929)
- Mulher indigesta
- Não tem tradução (1933)
- O orvalho vem caindo Kid Pepével, 1933)
- O sol nasceu pra todos (1935)
- O X do problem (1936)
- Palpite infeliz (1934)
- Para me livrar do mal (Ismael Silva-val, 1932)
- Pastorinhas (Braguinha-val, 1934)
- Pela décima vez (1935)
- Pierrô apaixonado (Heitor dos Prazeres-szel, 1935)
- Positivismo (Orestes Barbosa-val, 1933)
- Pra que mentir (Vadico-val, 1937)
- Provei (Vadico-val, 1936)
- Quando o samba acabou (1933)
- Quem dá mais? (1930)
- Quem ri melhor (1936)
- São coisas nossas (1936)
- Século do progresso (1936)
- Tarzan, o filho do alfaiate (1936)
- Três apitos (1933)
- Último desejo (1937)
- Você só... mente, 1933)
- Mama de farinha (Hélio Rosával, 1943)